# سعد الزهرانی
سعد الزهرانی (انگلیسی: Saad Al-Zahrani؛ زادهٔ ۱ ژوئیهٔ ۱۹۸۰) یک ورزشکار اهل عربستان سعودی است.
از باشگاه‌هایی که در آن بازی کرده‌است می‌توان به تیم ملی فوتبال عربستان سعودی و باشگاه فوتبال النصر عربستان سعودی اشاره کرد.
وی همچنین در تیم ملی فوتبال عربستان سعودی بازی کرده‌است.